# Paulo de Pina
Paulo Jorge Martins dos Santos de Pina, mais conhecido por Pina (Setúbal, 4 de Janeiro de 1983) é um jogador de futebol luso-cabo-verdiano. Tem 1,87 metros de altura, pesa 82 kg e joga na posição de defesa-central.
Jogou na época de 2008/09 pelo Al-Arabi Kuwait, onde conquistou o 3º lugar na tabela da Kuwaiti Premier League e a Kuwait Emir Cup.
É igualmente Internacional A pela Selecção Caboverdiana de Futebol.

## Títulos

### Al Arabi Sporting Club
- Kuwait Emir Cup: 2008/2009